# Calceolaria revoluta
Calceolaria revoluta är en toffelblomsväxtart som beskrevs av Francis Whittier Pennell. Calceolaria revoluta ingår i släktet toffelblommor, och familjen toffelblomsväxter. Inga underarter finns listade i Catalogue of Life.